# Moengotapoe
Moengotapoe is een plaats en van de zes ressorten waaruit het Surinaamse district Marowijne bestaat.
Moengotapoe grenst in het noordoosten aan het ressort Galibi, in het oosten aan Albina, in het zuiden aan Patamacca, in het westen aan Moengo en in het noorden aan Wanhatti.
In 2012 had het ressort volgens cijfers van het Centraal Bureau voor Burgerzaken (CBB) 579 inwoners.

## Voetbal
Voetbalclubs die naar Moengotapoe zijn genoemd maar in het Ronnie Brunswijkstadion in Moengo spelen, zijn Inter Moengotapoe en Real Moengotapoe.
Inter Moengotapoe speelt op het hoogste niveau en is eigendom van Ronnie Brunswijk.

## Razzia in 1986
Op 3 juni 1986 vond in Moengotapoe een razzia plaats door het Nationale Leger. Een commando-eenheid onder leiding van Arthy Gorré drong het dorp binnen met het doel om Ronnie Brunswijk te arresteren, een overvaller die een deel van zijn buit verdeelde onder de bevolking. Toen hij niet aangetroffen werd, werden dorpelingen afgetuigd en gearresteerd en huizen in brand gestoken. Deze gebeurtenis vormde de aanstoot tot de oprichting van het Junglecommando en het begin van de Binnenlandse Oorlog.

## Afbeelding

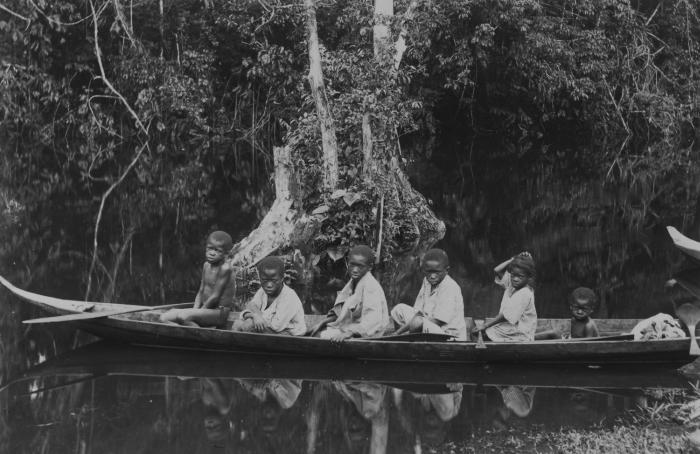
Schoolkinderen in een korjaal te Moengotapoe tussen 1904 en 1937)